# Mediodactylus walli
Mediodactylus walli là một loài thằn lằn trong họ Gekkonidae. Loài này được Ingoldby mô tả khoa học đầu tiên năm 1922.